# Матус Андрій Валерійович
Андрі́й Вале́рійович Матус — лейтенант Збройних сил України, учасник російсько-української війни. Герой України (2025).

## Бойовий шлях
Влітку 2024 року обороняв місто Вовчанськ на Харківщині. Був організатором оборони на цьому напрямку. У серпні того ж року зазнав численних поранень внаслідок ураження FPV-дронами, але й далі виконував завдання та евакуював поранених побратимів.

## Нагороди
- звання Герой України з удостоєнням ордена «Золота Зірка» (21 лютого 2025) — за особисту мужність і героїзм, виявлені у захисті державного суверенітету та територіальної цілісності України, самовіддане служіння Українському народові[2].